# Année des cinq empereurs

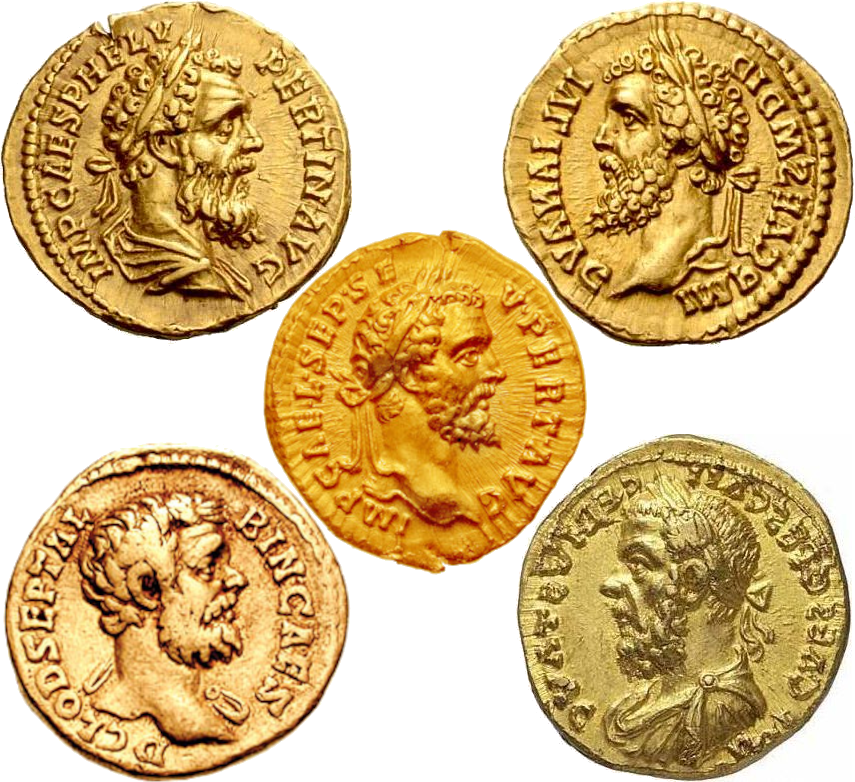
Les cinq empereurs en 193 (de gauche à droite) : Pertinax, Didius Julianus, Pescennius Niger, Clodius Albinus, au centre : Septime Sévère.

L'année des cinq empereurs désigne l’année 193 au cours de laquelle cinq personnages revendiquèrent le trône après la mort de Commode, le 31 décembre 192 : Pertinax, Didius Julianus, Pescennius Niger, Clodius Albinus et Septime Sévère. 
Cette rapide succession d’empereurs commence avec l’assassinat de Commode le 31 décembre 192. Pertinax est alors choisi par le Sénat romain et proclamé empereur le 1er janvier 193. Se hâtant d’instaurer des réformes, l’empereur se heurte à l’hostilité de la garde prétorienne et est tué lors d’une controverse avec les mutins après trois mois de règne. Il est remplacé par Didius Julianus qui ne doit la couronne qu’à ses gratifications à la garde prétorienne ; il est renversé et exécuté le 1er juin par Septime Sévère dont la nomination comme « césar » par le Sénat soulève la colère de Pescennius Niger qui s’autoproclame empereur. C’est le début d’une guerre civile entre Niger et Sévère qui s’étendra à l’ensemble de l’empire. Sévère décide alors de s’allier à Clodius Albinus en le nommant  « césar » pour se concentrer sur sa guerre contre Niger ; le conflit entre les deux prétendants se perpétuera jusqu’en 197. Septime Sévère aura le dessus à la fois sur Pescennius Niger et Clodius Albinus et fondera la dynastie sévérienne qui règnera jusqu’en 235, alors que s’installe la crise du troisième siècle.

## Contexte historique
L’assassinat de l’empereur Commode (r. 180-192) le 31 décembre 192 marque la fin de la dynastie des Antonins. Le terme « dynastie » est quelque peu impropre dans ce cas puisque non seulement Antonin le Pieux ne fut pas le premier empereur de la dynastie, mais que, sauf dans le cas de Commode, les empereurs sont choisis par adoption, pratique assez courante dans les hautes sphères de Rome. On se souvient que Jules César avait adopté Octave, lequel après être devenu l’empereur Auguste, adopta son successeur, Tibère.
Le premier empereur de cette dynastie, Nerva (r. 96-98) avait adopté un militaire de carrière très populaire, Trajan (r. 98-117). À son tour, celui-ci adopta Hadrien (r. 117-138) sur son lit de mort. Ce dernier n’ayant pas non plus d’enfant adopta le gouverneur de la province d’Asie, Antonin, remarqué pour la sagesse de son gouvernement à la condition que ce dernier adopte à son tour Marcus Aurelius (le futur Marc Aurèle) et Lucius Verus. Le règne d’Antonin (r. 138-161) se caractérisa par la paix et la stabilité qui régnèrent à l’extérieur et à l’intérieur, l’empereur partageant le pouvoir avec le Sénat et respectant scrupuleusement les traditions et institutions de Rome, de telle sorte que la dynastie en vint à porter son nom. À sa mort, ses deux fils adoptifs devinrent coempereurs, mais Lucius Verus mourut en 169. Marc Aurèle (r. 161-180) demeura seul empereur, mais la période de paix prit fin et son règne fut marqué par de nombreux conflits avec les Perses en Orient, avec les Marcomans, Quades et Sarmates Iazyges en Occident. Il fut le premier de la dynastie à laisser le trône à son fils biologique, Commode (r. 180-192).
Les cinq premiers empereurs de la dynastie (Nerva, Trajan, Hadrien, Antonin le Pieux et Marc Aurèle) furent qualifiés de « cinq bons empereurs » par Machiavel dans son "Discours sur la première décade de Tite-Live", éloge repris par Edward Gibbon dans son « Histoire du déclin et de la chute de l’Empire romain » :  « L’Empire romain fut gouverné par une puissance absolue guidée par la sagesse et la vertu ».
Toutefois la paix qui régna sous leur gouverne et l’élévation  d’esprit qui caractérisa leur règne cachent mal le déclin de l’activité économique et la stagnation des moyens de transport qui engendrèrent une crise économique, financière et monétaire dès le règne de Marc Aurèle. À cela s’ajoutent la décadence de la vie municipale, le déclin de l’évergétisme, des crises de ravitaillement et des problèmes sociaux. 
À la fin de cette période, les guerres sur la frontière danubienne permirent aux armées de prendre conscience de leur poids et leurs chefs, de plus en plus issus de la classe équestre et non plus de la classe sénatoriale, en vinrent à considérer que le Sénat de Rome était trop loin géographiquement et politiquement de leurs préoccupations. La révolte de l’usurpateur Avidius Cassius en 175  lorsqu’il apprit la mort de Marc Aurèle marqua le début d’une période où les armées, surtout celles d’Orient, voudront imposer leurs chefs à l’empire,.

## Pertinax

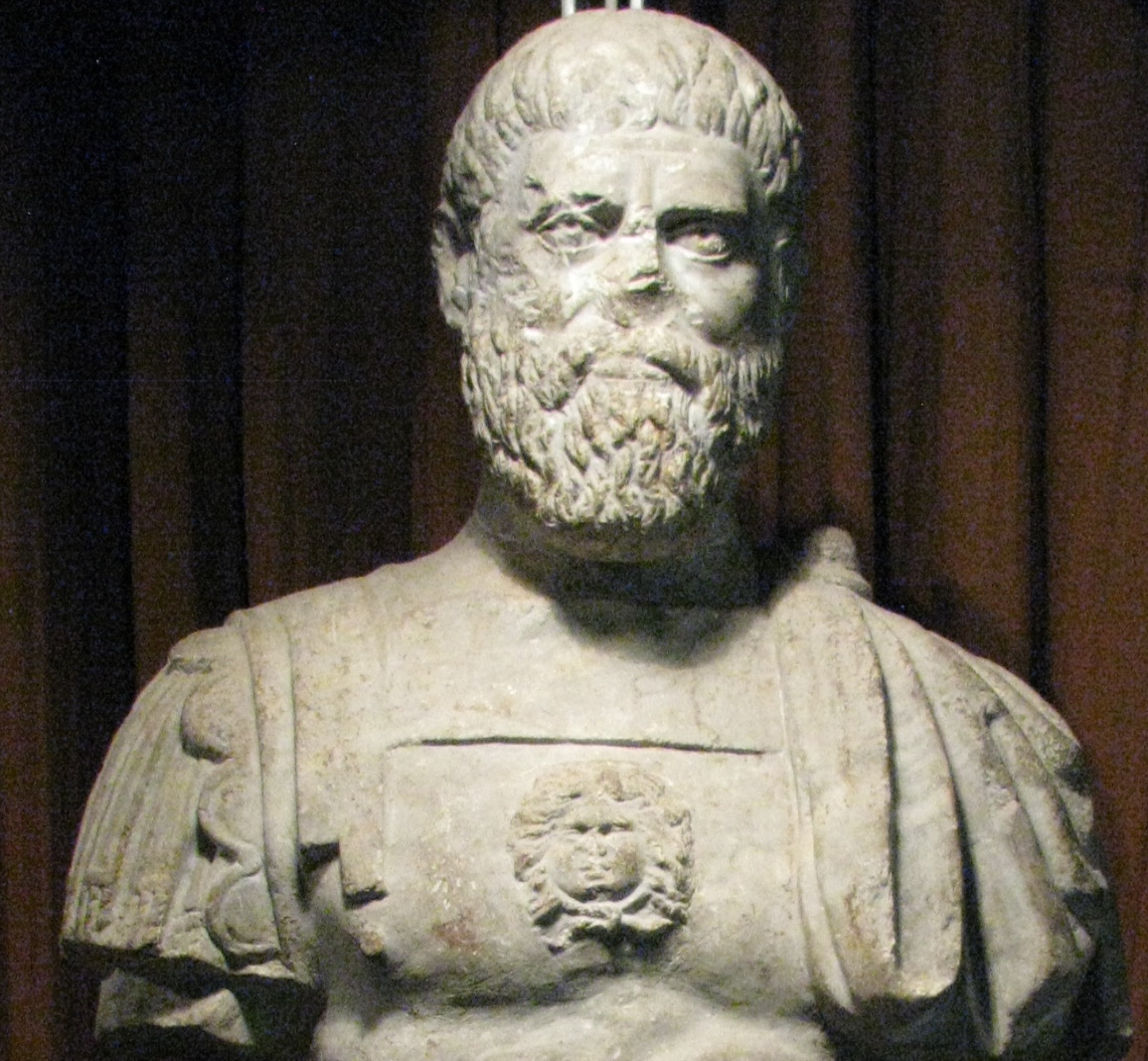
Buste de Pertinax (Muzeul Național al Unirii, Alba Iulia, Roumanie).

Publius Helvius Pertinax  nait le 1er août 126, selon l’Histoire Auguste, à Alba Pompeïa en Italie dans une famille modeste. Grâce à des appuis, il s’engage dans l’armée où il reçoit le rang d’officier de cohorte. Il se distingue durant la guerre romano-parthique de 161-166 et est rapidement promu au poste de procurateur  de la province de Dacie. Provisoirement mis en retrait sous Marc Aurèle, il est rappelé pour seconder le général Claudius Pompeïanus durant les guerres marcomanes. En 175, il est nommé consul suffect aux côtés de Didius Julianus et accompagne Marc Aurèle en Orient. Puis il sert comme gouverneur des provinces de Haute et Basse Mésie, de Dacie, de Syrie et finalement de Bretagne. Il effectue un dernier poste en Afrique comme proconsul (188-189) avant d’obtenir le poste prestigieux de préfet de Rome période pendant laquelle il est nommé consul avec comme collègue l’empereur Commode.
Alors qu’il est Préfet de Rome, une conjuration ourdie par le préfet du prétoire Quintus Aemilius Laetus, de concert avec la maitresse de Commode, Martia, et son chambellan Eclectus met fin à la conduite erratique de l’empereur. Pertinax est le jour même emmené chez les prétoriens où il est acclamé empereur après avoir promis de leur verser un donativum,, choix que le Sénat ratifiera le lendemain.
Durant son court règne de 87 jours, Pertinax engage diverses réformes pour restaurer un climat de liberté (retour des citoyens exilés par Commode) et les finances publiques (vente des biens de Commode, réforme monétaire du dinarius), ce qui lui permet de payer la moitié du donativum promis,. Les choses se gâtent lorsque, fidèle à sa réputation de sévérité, il tente de restaurer la discipline chez les prétoriens. Une première tentative pour le renverser conduite par le consul Quintus Sosius Falco a lieu au début de mars alors qu’il est à Ostie pour inspecter les chargements de grain. Le 28, un groupe de deux cents (selon Cassius Dio) à trois cents (Historia Augusta) prétoriens envahissent le palais impérial. L’empereur envoie le préfet Laetius pour tenter de les raisonner; en vain car celui-ci choisit de passer du côté des mutins. L’empereur est alors assassiné, décapité et sa tête portée au camp des prétoriens à la grande indignation du peuple.

## Didius Julianus

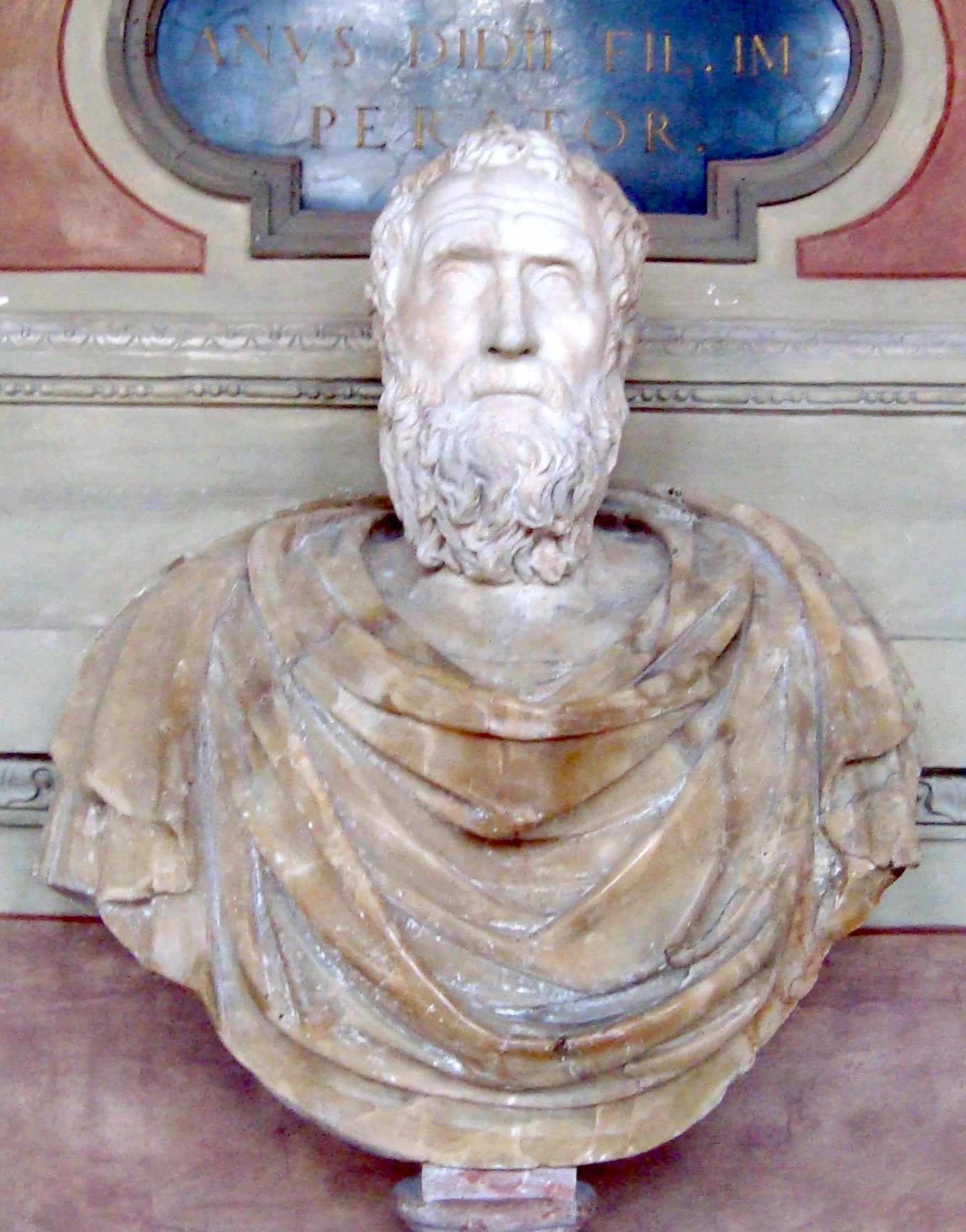
Buste de Didius Julianus (Musée de la Résidence, Munich).

Marcus Didius Severus Julianus nait un 29 janvier, de l’année 133 selon Cassius Dio, 137 selon l’Histoire Auguste dans une famille aisée de Mediolanum (aujourd’hui Milan). Peut-être perd-il ses parents très jeune, car il est élevé dans la maison de Domitia Lucilla, la mère de Marc Aurèle, grâce à laquelle débute très tôt sa carrière politique et militaire, les deux allant de pair à l’époque. Nommé questeur avant l’âge légal, il est successivement édile, préteur, légat du proconsul en Afrique et en Achaïe avant d’être nommé légat de la légion XXII Primigenia en Germanie. En 170, il est envoyé en Belgique en qualité de propréteur où il reste cinq ans, combattant avec succès les Chauques et les Chattes. Ses succès lui valent d’être promu consul et gouverneur de la Dalmatie et de la Germanie inférieure,. 
Son avancement s’arrête alors et il est rappelé à Rome comme « commissaire aux provisions », chargé de distribuer la nourriture aux pauvres,  rétrogradation que certains ont attribué à la crainte de l’empereur Commode de voir celui-ci devenir trop puissant. De fait, Didius Julianus est accusé de conspirer contre l’empereur; toutefois, non seulement le jury le déclare-t-il innocent, mais punit-il ses accusateurs.  
Réhabilité, il est toutefois éloigné de Rome, nommé gouverneur de la province de Bithynie, puis en 189-190 proconsul d’Afrique, succédant à Pertinax.
Il semble que l’assassinat de Pertinax par des membres de la garde prétorienne n’ait pas fait l’unanimité au sein de celle-ci et que les avis aient été partagés sur le choix du successeur. Le jour même l’empire est mis à l’encan : le beau-père de Didius Julianus, Sulpicianus, alors préfet de Rome offre à chaque soldat 5 000 drachmes; Didius Julianus renchère en offrant 6 250. Leur choix étant fait, les prétoriens conduisent Didius Julianus au Sénat qui n’a d’autre alternative que de ratifier la volonté des prétoriens.
Le peuple, lui ne se laisse pas aussi facilement convaincre et la nomination de Didius Julianus est accueillie à Rome par des huées, en province avec indignation. Trois généraux entrent rapidement en rébellion : Clodius Albinus en Bretagne, Pescennius Niger en Syrie, et Septime Sévère en Pannonie, chacun refusant de reconnaître l'autorité de Julianus,  les deux derniers se déclarant empereurs. Septime Sévère, dont les troupes sont les plus proches de Rome se met immédiatement en marche et, malgré les efforts de Julianus, s’empare du port et de la flotte de Ravenne. Julianus lui propose alors de partager l’empire; en vain car l’éphémère empereur est rapidement abandonné de tous, y compris de cette garde prétorienne qui l’a fait nommer. Le 1er juin 193, le Sénat déclare Julianus déchu de son titre et le remplace par Septime Sévère. Le lendemain il est condamné à mort et un soldat l’assassine dans sa salle de bain. Son règne n’aura duré qu’un peu plus de deux mois.

## Pescennius Niger

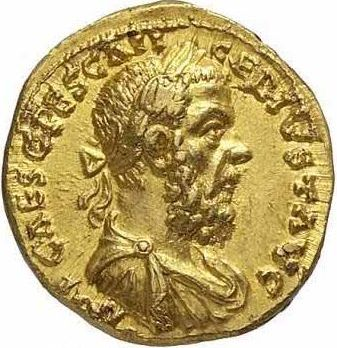
Aureus de Pescennius Niger frappé à Antioche. Légende : IMP CAES C PESC NIGER IVST AVG.

Né dans une vieille famille de l’ordre équestre vers 135, Pescennius Niger est le premier de cette famille à entrer dans l’ordre sénatorial. 
Sa carrière militaire débute en 155 comme centurion primipile, avant de devenir tribun. Vers 172 il est nommé praefectus castrorum en Égypte, puis vers 175-180 procurator ducenarius à Rome ou en Syrie et, vers 180-183, légat en Dacie. En 188, de concert avec Septime Sévère, il participe à la répression de Maternus dont les bandes terrorisent la Gaule, l’Espagne et l’Italie. Il est enfin nommé gouverneur de Syrie en 191 ,, où il se trouve lors du meurtre de Pertinax.
Immédiatement, les trois légions qu’il commande se rallient à lui et il envoie un émissaire à Rome pour faire reconnaitre son élévation, mais son messager est intercepté par Septime Sévère. Pendant qu’il se rallie les autres légions d’Orient y compris le proconsul d’Asie Asellius Aemilianus qui occupe Byzance en son nom, Septime Sévère est déjà en route vers Rome où il se fait reconnaitre par le Sénat le 1er juin 193. 
Pescennius Niger refuse alors de reconnaitre Septime Sévère qui envoie des troupes en Afrique pour empêcher son rival de couper l’approvisionnement de la capitale; il prend également en otage les enfants de Niger et des autres gouverneurs d’Orient. Les forces sont toutefois inégales. Niger ne dispose que de six légions, alors que Septime Sévère a les seize légions du Danube à sa disposition. Décidant que la meilleure tactique dans ce cas est d’attaquer, Niger envoie une force en Thrace où elle est défaite par Aselius Aemilianus; ceci ne suffit pas pour l’arrêter et l’armée de Niger met le siège devant Byzance. Une deuxième bataille aura lieu en novembre-décembre 193 pendant laquelle Aemilianus sera vaincu et décapité; Niger doit alors abandonner la cité  et faire retraite vers Nicée. Une autre défaite l’attendra près de Nicée fin-décembre 193 ou début-janvier 194. Peu à peu le soutien dont il dispose en Asie s’évanouit et en février 194, l’Égypte se prononce en faveur de Septime Sévère. 
Pescennius Niger tente alors de s’enfuir chez les Parthes,. Mais il est capturé à la fin d’avril 194 et décapité. Sa tête est alors envoyée à Byzance qui refuse toujours de capituler. Elle ne s’y résoudra qu’en juillet 196 après un long et épouvantable siège. Septime Sévère fera alors raser la ville, mais à la demande de son fils Caracalla, la fera rebâtir quelques années plus tard en raison de son importance stratégique.  

## Clodius Albinus

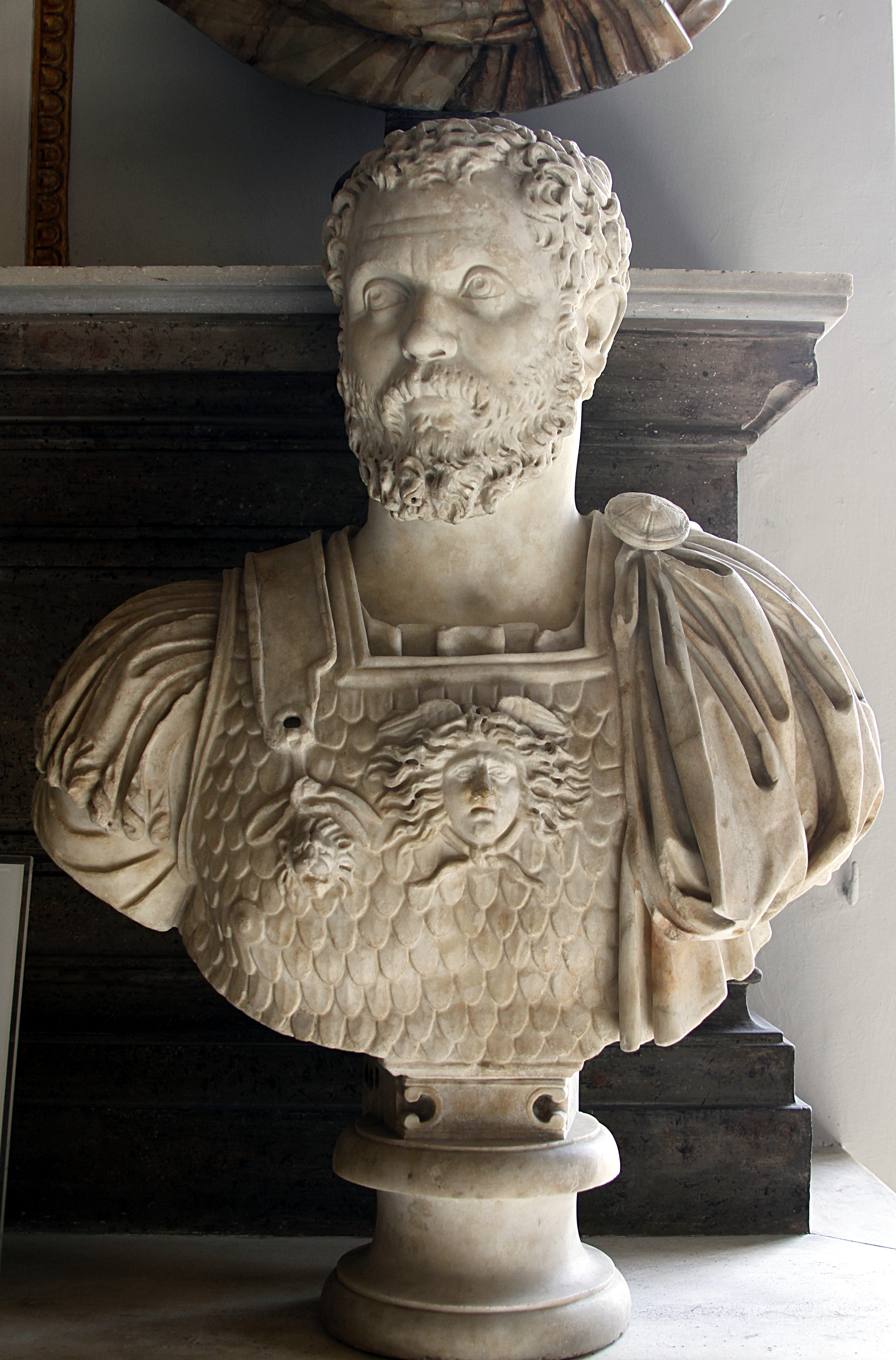
Buste de Clodius Albinus (Rome, Musées du Capitole).

Selon l’Histoire Auguste, Decimus Clodius Albinus serait né le 25 novembre 147 à Hadrumetum (aujourd’hui Sousse en Tunisie) dans une famille sénatoriale du nord de l’Italie que des revers de fortune auraient poussée à s’exiler en Afrique.
Selon l'Histoire Auguste il serait entré très jeune dans la carrière militaire et, en 175, déjà à la tête d’une légion, aurait participé  en Bithynie à la répression de la révolte d'Avidius Cassius contre Marc Aurèle. Selon Hérodien et Dion Cassius, sources plus sures, il se serait retrouvé vers 180 en Dacie aux côtés de Pescennius Niger avant d’être nommé consul vers 185-187. Ses états de service lui valent par la suite un commandement en Gaule Belgique puis en Grande-Bretagne où les trois légions s’étaient montrées agitées et indisciplinées dans les années précédentes.
C’est là qu’il se trouve au début de 193 lorsqu’il apprend le meurtre de Pertinax et l’accession de Didius Julianus. Tout comme les troupes de Pescennius Niger en Syrie et celles de Septime Sévère en Pannonie, les armées de Bretagne et de Gaule se révoltent et acclament leur commandant empereur. Clodius Albinus refuse cependant ce titre et s’allie plutôt à Septime Sévère qui a réussi entretemps à prendre Rome et à se faire reconnaitre par le Sénat. Il demeure en effet une force avec laquelle il faut compter, car il  gouverne une bonne partie de l’Occident romain à la tête des trois légions de Bretagne et de la VII Gemina d’Espagne. Voulant se débarrasser d’abord de Pescennius Niger, Septime Sévère permet à son nouvel allié d’ajouter à son nom le patronyme « Septimus » et le fait « césar » en avril 193; les deux hommes partageront le consulat à partir du 1er janvier 194. 
Après avoir battu Pescennius Niger en Orient, Septime Sévère décide de se débarrasser également de cet allié encombrant et, le 15 décembre 195, fait déclarer Clodius Albinus ennemi de l’État, puis nomme son propre fils Caracalla pour lui succéder. N’ayant plus rien à perdre, Clodius Albinus se fait proclamer empereur fin-décembre ou début-janvier 196; les provinces de Gaule, d’Espagne et de Bretagne se déclarent en sa faveur.  Il traverse alors la Manche avec l’ensemble de ses légions et va s’établir à Lyon. Il réussit à défaire le légat de Septime Sévère et à prendre le commandement des forces de Gaule, mais s’avère incapable de se rallier les légions du Rhin favorables à Septime Sévère. L'armée de Septime Sévère va à sa rencontre par le Jura.  Les deux armées s'affrontent d'abord à Tinurtium (Tournus), où Sévère bien que vainqueur ne peut obtenir une victoire décisive. La bataille définitive aura lieu à Lyon le 19 février 197. Longtemps incertaine, la bataille est enlevée par Septime. Les auteurs de l’époque divergent sur la façon dont Albinus aurait connu la mort lors de cette bataille, mais s’accordent pour dire qu’il mourut sur ou près du champ de bataille, qu’il fut décapité et que sa tête fut envoyée à Rome pour servir d’avertissement aux ennemis de Septime Sévère. Il fait aussi exécuter des membres de sa famille, de nombreux partisans en Gaule et en Espagne, ainsi que les sénateurs qui s’étaient déclarés en sa faveur à Rome. Tirant les conclusions qui s’imposent, le Sénat prononce alors sa « damnatio memoriae ».

## Septime Sévère

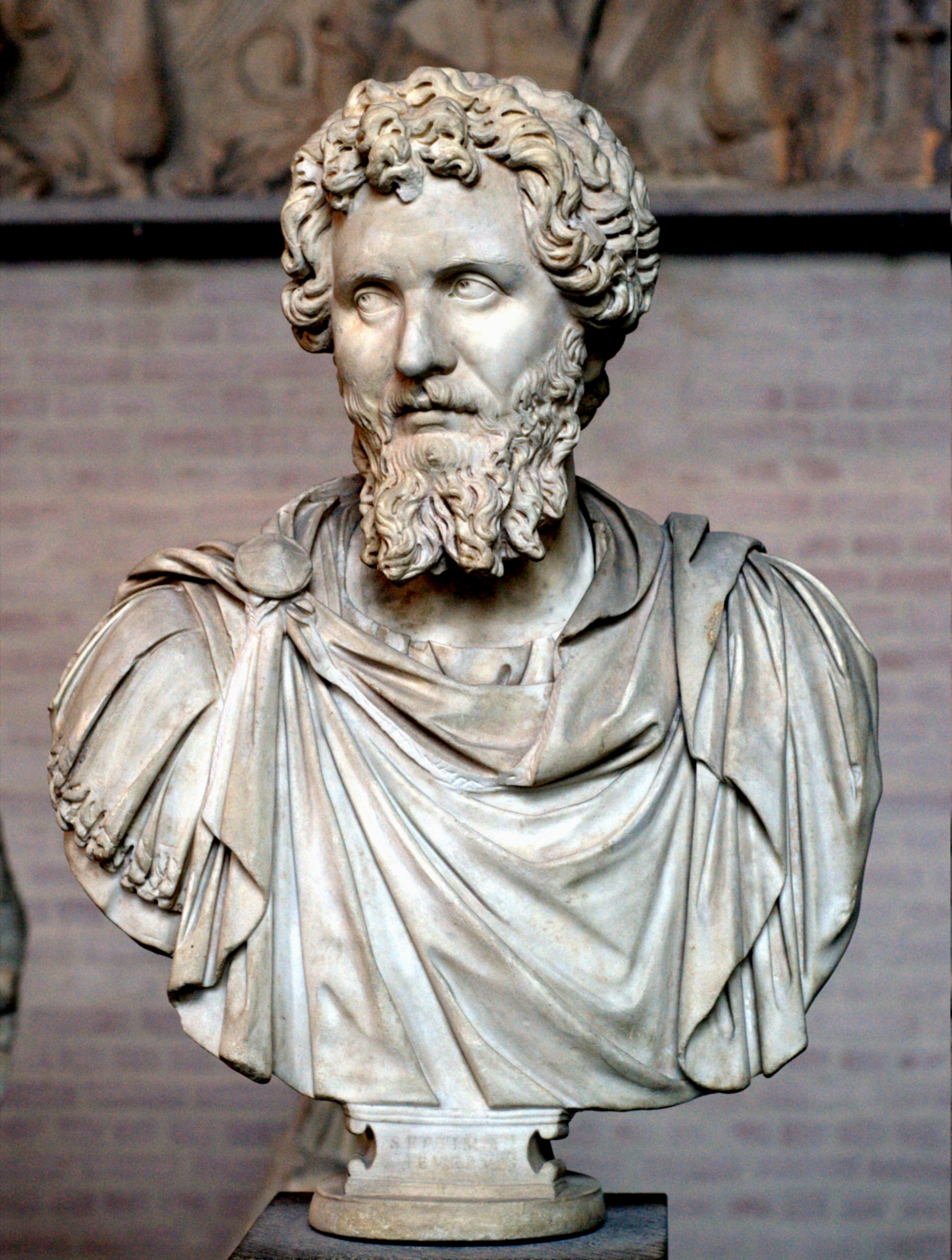
Buste de Septime Sévère (Glyptothèque de Munich).

Lucius Septimius Severus Pertinax, nait le 11 avril 146 à Leptis Magna (aujourd’hui Al-Khums en  Libye) dans une famille de notables et de grands propriétaires de cette province d’Afrique. 
Grâce à un oncle, il a le privilège d’entrer très tôt au Sénat et commence une carrière d’administrateur : questeur en Sardaigne en 171, légat en Afrique en 173/174, tribun de la plèbe en 174/175, préteur en 178 et légat en Espagne en 179. Sa véritable carrière militaire ne commencera qu’en 182 ou 183 alors qu’il est promu à la tête de la légion IV Scythica stationnée en Syrie. Il rencontre Pescennius Niger en 186-188 alors qu’il administre la Lyonnaise qu’il purge de ses brigands.
Après un bref séjour en Sicile où il est proconsul en 189, il est envoyé en Pannonie supérieure l’année suivante. C’est là, à Carnutum (aujourd’hui Petronell-Bad en Autriche), qu’il apprend le 9 avril 193, le meurtre de Pertinax. Ayant appris que les prétoriens ont mis l’empire aux enchères, ses soldats s’empressent de le proclamer empereur. D’autres légions comme la X Gemina se joignent à eux et rapidement Septime Sévère a à sa disposition une armée avec laquelle il part pour Rome, certain de pouvoir compter sur l’appui de politiciens et sénateurs originaires d’Afrique,. Dide Julien qui a remplacé Pertinax tente d’organiser une résistance, mais bientôt tous l’abandonnent, Rome ouvre ses portes et Septime Sévère est reconnu empereur par le Sénat. 
Cachant le mépris qu’a ce provincial à l’endroit des Romains et de l’aristocratie sénatoriale, il assure le Sénat qu’il veut gouverner dans la ligne de Marc Aurèle et de Pertinax pour qui il demande l’apothéose; puis il licencie la garde prétorienne qui s’est avilie en vendant l’empire au plus offrant et la remplace par des légionnaires venus pour la plupart de la région du Danube ,.
Après quoi il s’attelle à la tâche d’éliminer ses rivaux. 
Ayant comme on l’a vu mis Clodius Albinus de son côté en le nommant césar, il élimine à toutes fins pratiques Pescennius Niger en 194 à la bataille d’Issos, à la suite de quoi il part en campagne contre les Parthes où s’est réfugiée une partie des armées de Niger.
Fort de cet acquis, il se tourne alors contre Clodius Albinus dont il rend inopérant le titre de « césar » en donnant ce même titre à son fils Bassianus (plus tard connu sous le surnom de Caracalla), indiquant par là son intention de fonder une dynastie. À cet effet, début 195, il se proclame fils de Marc Aurèle et frère de Commode, tentant ainsi de créer un lien avec la dynastie des Antonins. C’est alors que Clodius Albinus, qui gouverne une grande partie des provinces européennes, s’autoproclamera Auguste. Mais la lutte est inégale et Albinus sera éliminé dès l’année suivante. 
De retour à Rome en juin 197 il doit museler l’opposition des partisans de ses deux rivaux en faisant exécuter certains sénateurs, en exilant d’autres et en confisquant leurs biens qui seront versés au Trésor impérial. Il peut alors officialiser le principe dynastique à l’automne 197 en nommant Caracalla « imperator designatus » et son autre fils, Geta, « césar ». 
Mais très vite il doit quitter Rome, pour une campagne contre les Parthes en 197-198 qui permet à Rome de reprendre la Mésopotamie et la capitale parthe. À la suite de cette campagne, il visitera l’Orient et remontera le Nil en Égypte jusqu’à la frontière de l’Éthiopie. Après un bref séjour à Rome, il repart pour l’Afrique cette fois visitant plusieurs villes dont Carthage et sa ville natale, Leptis Magna; pendant cette visite il recule considérablement les frontières de l’empire vers le sud pour prévenir les raids des tribus de la région,,.
De 205 à 208, il est à Rome, déployant une activité considérable dans nombre de domaines : militaire, administratif, financier, urbanistique, économique et religieux,.
En dépit d’une santé chancelante, il part en 208 pour la Bretagne combattre les Calédoniens qui ne cessent de faire des raids dans les deux provinces romaines. C’est là qu’en septembre-octobre 209 il élève son deuxième fils, Geta, à la dignité d’Auguste. L’empire aura ainsi jusqu’à son décès trois empereurs : un vieillard à la santé qui fléchit et deux jeunes qui se détestent mutuellement. Il s’éteindra à l’âge de soixante-cinq ans le 4 février 211 à Eburacum (aujourd’hui York). La dynastie qu’il fonde  verra se succéder cinq empereurs qui régneront de 193 à 235 apr. J.-C., sauf une brève interruption d’avril 217 à juin 218. Elle s’éteignit en 235 lorsque Sévère Alexandre, son dernier représentant, sera assassiné,.